# Rio Dulbanu
O Rio Dulbanu é um rio da Romênia, afluente do Ialomicioara, localizado no distrito de Dâmboviţa.